# 瑪麗-泰蕾茲·德·薩伏依
阿图瓦伯爵夫人瑪麗亞·特蕾莎（法語：Marie-Thérèse de Savoie, comtesse d’Artois，1756年1月31日—1805年6月2日），是意大利萨伏依公国公主，萨丁尼亚国王维托里奥·阿梅迪奥三世的女兒。
1773年，玛丽亚·特蕾莎和法国国王路易十五的孙子阿圖瓦伯爵夏爾·菲利普结婚，成为阿圖瓦伯爵夫人。玛丽亚·特蕾莎长得不漂亮，对政事也不感兴趣。
婚后一年，她诞下长子路易，是当时王室家族第一名寶寶。玛丽亚·特丽莎的生产对当时结婚多年还未生育的王后玛丽·安托瓦内特造成很大的压力。
1789年，法国爆发革命。发生攻占巴士底狱后，她一家流亡到萨伏依，之后和丈夫分居。